# Stanisław Sparażyński
Stanisław Sparażyński (ur. 22 lipca 1931 w Golinie) – polski aktor teatralny i filmowy.

## Życiorys
Występował w następujących teatrach:
- Teatr Estrady w Poznaniu (1954–1955)
- Teatr im. Aleksandra Fredry w Gnieźnie (1955–1959)
- Teatr Polski w Poznaniu (1959–1964)
- Teatr im. Wilama Horzycy w Toruniu (1965–1969)
- Teatr im. Stefana Jaracza w Łodzi (1969–1976)
- Teatr Narodowy w Warszawie (1976–1977, 1985–1991)
- Teatr Ateneum w Warszawie (1978–1980)
- Teatr im. J. Kochanowskiego w Opolu (1980–1985)

## Filmografia
- 1972: 777 − pasażer autobusu, znawca magii
- 1972: Palec Boży − członek komisji egzaminacyjnej
- 1974: Najważniejszy dzień życia − mężczyzna w gospodzie (odc. 3)
- 1975: Mazepa
- 1977: Polskie drogi (odc. 10)
- 1978: 07 zgłoś się − kolejarz w Karsznicach (odc. 9)
- 1979: Buddenbrookowie − Członek Komitetu Obywatelskiego
- 1979: Doktor Murek − sędzia (odc. 3)
- 1980: Dom (odc. 6)
- 1980: Zamach stanu − dziennikarz na procesie brzeskim
- 1981: Najdłuższa wojna nowoczesnej Europy − przewodniczący sądu (odc. 3); Schwartz, gość Bismarcka (odc. 9)
- 1983: Katastrofa w Gibraltarze − ambasador Francji w Polsce
- 1986: Zmiennicy − strażnik przy wjeździe do młyna w Jeziornie (odc. 10)
- 1988: Rzeczpospolitej dni pierwsze − książę E. Sapieha
- 1989: Deja vu − Stallone, gangster z Chicago
- 1989: Modrzejewska − ksiądz udzielający ślubu Modrzejewskiej i Chlapowskiemu (odc. 4)
- 1989: Sceny nocne − gość w salonie barona Niemana
- 1990: Rozmowy o miłości − nauczyciel w szkole muzycznej
- 1991: Panny i Wdowy − lokaj Jana (odc. 3)
- 1991: Pogranicze w ogniu − pułkownik, przełożony Kalety (odc. 13, 15 i 24)
- 1994: Panna z mokrą głową − chłop (odc. 4 i 6)
- 1995: Pestka − mężczyzna kłaniający się Agacie
- 1995: Za co? − gość Jaczewskich
- 1996: Awantura o Basię − mężczyzna w parku (odc. 4)
- 1996: Tajemnica Sagali − przechodzień (odc. 1)
- 1998: Sabina − ksiądz
- 1999: Patrzę na ciebie, Marysiu
- 2000: Przeprowadzki − ksiądz udzielający ślubu Róży i Cześkowi (odc. 2)
- 2000: Wielkie rzeczy − mężczyzna na pogrzebie (cz. 1)
- 2001: Marszałek Piłsudski (odc. 8)
- 2001: Świat według Kiepskich − Wernyhora (odc. 100)
- 2003: Kasia i Tomek − pan Henryk grający w jednorękiego bandytę (głos, odc. 2, seria II)
- 2003–2010: Na Wspólnej − ksiądz
- 2003: Pogoda na jutro − biskup
- 2004: Rodzina zastępcza − Mucha (odc. 177)
- 2006: Czeka na nas świat − ordynator
- 2010: Na dobre i na złe − pacjent (odc. 432)
- 2011: Plebania − dziadek (odc. 1627)
- 2015: Na dobre i na złe – Marian Scholl, były mąż Róży (odc. 615)
- 2015: Hiszpanka – majordomus Ceglarskiego